# 増谷麟
増谷 麟（ますたに りん、1892年8月 - 1967年5月）は日本の現像技師、実業家である。PCL（現在のソニーPCL）創立社長、日本ポリドール社長等を歴任、「ソニー育ての親」として知られる。

## 来歴
- 1892年（明治25年）8月、鳥取県西伯郡上道村（現在の境港市上道町）に増谷喬の三男として生まれる。増谷家は薬種屋と醤油醸造を兼業する名門だった。
- 鳥取県立米子中学校（現在の鳥取県立米子東高等学校）、金沢医学専門学校薬学科（現在の金沢大学医薬保健学域薬学類）卒業。松竹キネマ株式会社（現在の松竹）に現像技師として入社。昭和の初め、30歳代半ばで技術部長に昇進。
- 1932年（昭和7年）6月、植村泰二と協力して、現像専門の写真化学研究所（PCL、現在の東宝）を創立し、取締役支配人兼技師長に就任した。同社が他の3社と合併して昭和12年（1937年）8月、東宝映画株式会社（現在の東宝）がつくられると、常務取締役（技術相当）に就任、映画界の技術的発展に貢献した。
- 1940年（昭和15年）、大宝映画株式会社取締役社長、南旺映画株式会社取締役社長、東京発声株式会社専務取締役を兼任。昭和18年（1943年）、東京宝塚劇場株式会社と東宝映画株式会社が合併、東宝株式会社となり、常務取締役技術本部長に就任。
- 1946年（昭和21年）3月、東宝株式会社を退任、同年5月、井深大、盛田昭夫と共同出資して東京通信工業株式会社（現在のソニー）を設立し監査役に就任した。
- 1951年（昭和26年）、日独通商株式会社（のちの日本アグフア、現在の日本アグフア・ゲバルト）と株式会社新東宝（のちの新東宝株式会社、現在の国際放映）の社長、社長代理に就任。同年植村泰二と共同で16ミリ映画の専門現像場（英語版）として株式会社PCL（現在のソニーPCL）を創設し、社長になった。
- 1953年（昭和28年）5月、日本ポリドール株式会社（現在のユニバーサルミュージック）取締役社長に就任した。
- 1956年（昭和31年）、日独通商、新東宝、日本ポリドールの三社を辞任、PCL社長を務めるかたわら日本映画技術協会（現在の日本映画テレビ技術協会）とソニー株式会社の相談役におさまった。
- 1963年（昭和38年）、映画技術界に尽くした多年の功績により、黄綬褒章を受章した。
- 1967年（昭和42年）5月、死去した。

## 人物

### 増谷と海軍一流の人物との交流
福留繁海軍中将は自著『海軍生活四十年』の中で、増谷の厚い友情にふれている。

### 増谷とソニーとの関係
ソニー創業者井深大は増谷の葬儀のとき読んだ弔辞の中で次のように述べている。｢今のソニーも、増谷さんには創立前から相談にのっていただき、山のものとも海のものとも分からない時に、多額の出資もお願いしました。爾来、名前は、相談役や監査役でしたが、いつも親身になって心配し、喜んでくださいました。…｣。

## 家族
- 父 喬（醤油醸造業、政治家･元上道村長、村会議員）
- 長兄 亨（増谷家5代目当主）

亨は松江中学（現松江北高校）から大阪高等工業学校醸造科を卒業して家業を継いだ。
- 次兄 悠

悠について、『新日本人物大観』（鳥取県版）昭和33年、マ…249頁に「明二三･五･五生。大六年東大卒。日本軽金属（株）参事、台湾電力（株）理事を歴任、電力土木学の権威者として全国的に識らる。【趣】読書。【宗】神道。」とある
- 妹 よし（元若桜町長君野秀三の妻）
- 養女

十三枝（田中嘉作の長女）
迪子（元東洋大学教授増谷達之輔の二女）